# Hannelore Kramm

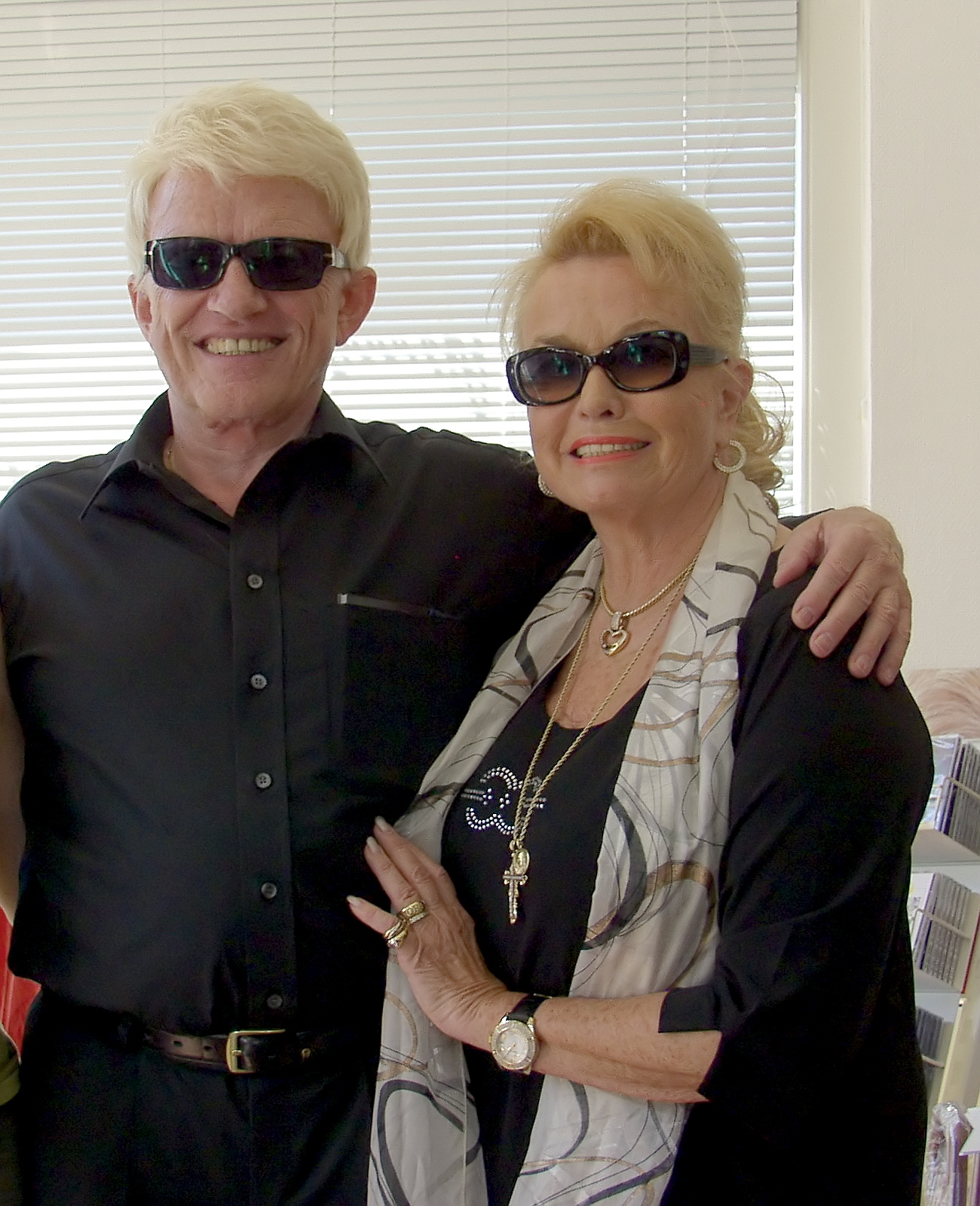
Hannelore Kramm mit ihrem Mann Heino (2008)

Hannelore Kramm (* 30. Mai 1942 als Hannelore Auer in Linz; † 8. November 2023 in Kitzbühel) war eine österreichische Schlagersängerin und Schauspielerin. Sie war die Ehefrau des Schlagersängers Heino.

## Leben und Karriere
Hannelore Kramm wurde 1942 im oberösterreichischen Linz als Tochter eines Postbeamten geboren. Sie besuchte dort vier Jahre lang die Bundesgewerbeschule für Mode und Gebrauchsgrafik. 1957 nahm sie als 15-Jährige an einem Gesangswettbewerb in Wien teil und erreichte mit den Titeln Tausendmal möchte ich dich küssen und Fällt das gelbe Laub im Oktober den zweiten Platz. Daraufhin erhielt sie die Möglichkeit, Singles bei in Österreich tätigen Schallplattenfirmen (His Master’s Voice, Parlophone) zu veröffentlichen. Ende 1959 folgte ein Plattenvertrag bei der deutschen Plattenfirma Electrola, wo sie bis 1963 wenig erfolgreich sieben Singles veröffentlichte. 1960 vertrat sie Deutschland zusammen mit vier anderen Interpreten beim Songfestival von Knokke und gewann den Wettbewerb.
Im Sommer 1962 coverte sie den Hadjidakis-Schlager Was in Athen geschah. Dieser Titel wurde zu ihrem einzigen Erfolgssong; er wurde von der deutschen Musikzeitschrift Musikmarkt auf Rang 32 platziert. Sie war dort 17 Wochen lang in den Top 50 vertreten und damit erfolgreicher als Nana Mouskouri, die mit dem gleichen Titel zwar ebenfalls auf Platz 32 landete, sich aber nur 12 Wochen in den Charts halten konnte. 1963 wechselte Kramm zum Plattenlabel Decca, wo bis 1965 sechs Singles produziert wurden. Darunter waren auch zwei Duettplatten mit Teddy Parker sowie eine Single mit Manfred Schnelldorfer. Mit Schnelldorfer besang sie eine weitere Duettplatte beim Ariola-Sublabel Cantagallo, wo sie bis 1966 fünf Singles veröffentlichte. 1968 erschien bei Metronome die Langspielplatte Ein Busserl aus Wien, und 1984 veröffentlichte EMI zwei Singles gemeinsam mit ihrem Ehemann Heino als Heino & Hannelore.
Vor allem Regisseur Franz Antel, mit dem sie zu Beginn der 1960er-Jahre liiert war, besetzte sie mit mehreren Nebenrollen in seinen Filmkomödien. In einigen Filmen hatte sie nur einen kurzen Auftritt als Sängerin, so in ihrem ersten Film Ich heirate Herrn Direktor aus dem Jahr 1960. In dem folgenden Film Willy, der Privatdetektiv übernahm sie als Helga Dobbelmann eine Charakterrolle. Bis 1972 wirkte sie in mehr als 30 Film-und-Fernsehproduktionen mit. 1972 erlitt sie bei einem Verkehrsunfall zahlreiche Knochenbrüche und lag anschließend mehrere Wochen im Koma.
1968 wurde sie die zweite Ehefrau von Alfred „Alfie“ Auersperg (1936–1992) und zog als Bestandteil der Schickeria die Aufmerksamkeit der Regenbogenpresse auf sich. Nach der Scheidung heiratete sie im April 1979 den Schlagersänger Heino, den sie bereits 1972 bei der Miss-Austria-Wahl kennengelernt hatte. Sie wurde seine Managerin und trat mit ihm öfter gemeinsam auf, beispielsweise auch als Co-Moderatorin der Volksmusiksendung Heino und Hannelore.
2004 erlitt sie einen Herzinfarkt. Dies war einer der Gründe, warum Heino seine Karriere unterbrach. Hannelore Kramm starb im November 2023 nach längerer Krankheit im Alter von 81 Jahren in Kitzbühel. Sie wurde auf dem Stadtfriedhof Kitzbühel beigesetzt.

## Diskografie

### Singles
|                                                                                 | His Masters Voice (AT)  |                |  |                         |  |
| Dancing Bobby / Das mach ich alles nur so zum Vergnügen                         | 9072                    | Januar 1959    |  |                         |  |
|                                                                                 | Parlophone (AT)         |                |  |                         |  |
| Immer dann / Du, nur du                                                         | 5016                    | April 1959     |  |                         |  |
|                                                                                 | Electrola               |                |  |                         |  |
| Cigarillos aus Havanna / Dreimal darfst du raten                                | 21382                   | Januar 1960    |  |                         |  |
| Picula Bambina / Seemann, komm doch nach Hause                                  | 21549                   | August 1960    |  |                         |  |
| Warum dreh’n die Männer sich um / O mein Peterle                                | 21753                   | März 1961      |  |                         |  |
| Du schenkst mir Rosen / Hallo, wann kommst du?                                  | 22068                   | April 1962     |  |                         |  |
| Was in Athen geschah / Die Sterne von Athen                                     | 22213                   | Juli 1962      |  |                         |  |
| Träume sind wunderschön / Eine Insel am Ende der Welt                           | 22368                   | Februar 1963   |  |                         |  |
| Übermut im Salzkammergut / Tamoure am blauen See                                | 22470                   | Juli 1963      |  |                         |  |
|                                                                                 | Decca                   |                |  |                         |  |
| Immer du / Weißer Strand                                                        | 19484                   | Dezember 1963  |  |                         |  |
| Was man von den Sternen so alles lernen kann / Almdudl-Twist (mit Teddy Parker) | 19515                   | Februar 1964   |  |                         |  |
| Warum schlägt dein Herz nicht mehr für mich? / Ein Strand voll Kavaliere        | 19549                   | Juni 1964      |  |                         |  |
| In Athen gibt es ein Wiedersehen / Wenn du Sehnsucht hast, Johnny               | 19623                   | September 1964 |  |                         |  |
| Kiss me Darling / Irgendwann fängt doch jeder an (mit Manfred Schnelldorfer)    | 19635                   | November 1964  |  |                         |  |
| Musik gehört dazu / Zwei gute Freunde (mit Teddy Parker)                        | 19698                   | September 1965 |  |                         |  |
|                                                                                 | Cantagallo              |                |  |                         |  |
| Sag’ nicht vor allen Leuten Baby zu mir / Treu muss er sein                     | 18558                   | September 1965 |  |                         |  |
| Komm und tanze mit Zorba / Amore addio                                          | 18560                   | September 1965 |  |                         |  |
| Einmal wird die Sonne wieder scheinen / Lass mich nicht allein                  | 18770                   | April 1966     |  |                         |  |
| Nur mein Herz bleibt in Mallorca / Annabelle d’Avignon                          | 19008                   | August 1966    |  |                         |  |
| Liebe Liebelei / Heut’ ist ein Abend zum Träumen (mit Manfred Schnelldorfer)    | 19046                   | Oktober 1966   |  |                         |  |
|                                                                                 | EMI (Heino & Hannelore) |                |  |                         |  |
| Deine Liebe - True Love                                                         |                         | 1982           |  | EMI (Heino & Hannelore) |  |
| Halt dich fit – wander’ mit! / Zwei Herzen und vier Wanderschuh’                | 1469127                 | 1984           |  |                         |  |
| Ich will dich nie mehr weinen seh’n / Mein Liebestraum (Barcarole)              | 1469907                 | 1984           |  |                         |  |

### Alben
- 1968: Hannelore Auer: Ein Busserl aus Wien, Metronome 10.187
- 1984: Heino & Hannelore: Die Liebe ist das Gold des Lebens, EMI 1469961

## Filmografie
- 1960: Ich heirate Herrn Direktor
- 1960: Willy, der Privatdetektiv
- 1960: Ingeborg
- 1962: Das ist die Liebe der Matrosen
- 1962: Ohne Krimi geht die Mimi nie ins Bett
- 1962: Ich bin auch nur eine Frau
- 1963: Sing, aber spiel nicht mit mir
- 1963: Unsere tollen Nichten
- 1963: Übermut im Salzkammergut
- 1963: … denn die Musik und die Liebe in Tirol
- 1963: Maskenball bei Scotland Yard
- 1964: Schwejks Flegeljahre
- 1964: Eheinstitut Harmonie
- 1964: Die lustigen Weiber von Tirol
- 1964: Holiday in St. Tropez
- 1965: Hotel der toten Gäste
- 1965: Ich kauf mir lieber einen Tirolerhut
- 1965: Tausend Takte Übermut
- 1965: Vom Ersten das Beste
- 1966: Der nächste Urlaub kommt bestimmt
- 1966: Saison in Salzburg
- 1966: Komm mit zur blauen Adria
- 1966: Das Spukschloß im Salzkammergut
- 1966: Das sündige Dorf
- 1967: Die Wirtin von der Lahn
- 1968: Kommissar X – Drei blaue Panther
- 1968: Otto ist auf Frauen scharf
- 1968: Frau Wirtin hat auch einen Grafen
- 1969: Kommissar X – Drei goldene Schlangen
- 1969: Die Eintagsfliege (Fernsehfilm)
- 1970: Luftsprünge (Fernsehserie, 1 Folge)
- 1970: Frau Wirtin bläst auch gern Trompete
- 1971: Diamantendetektiv Dick Donald (Fernsehserie, 1 Folge)
- 1972: Außer Rand und Band am Wolfgangsee

## Auszeichnungen
- 2019: Die Eins der Besten in der Kategorie „Lebenswerk“.